# Família (matemàtiques)
En matemàtiques, una  família de conjunts  d'un conjunt universal  U  és un conjunt de subconjunts de U.
Formalment, donat un conjunt universal  U , amb índexs en un conjunt  I , és una funció f:  I  → P ( U ). La seva representació és:
on  A   i  = f (i), per a tot i ∈  I .

## Exemple
Si hem de  I  ={1, 2, 3, ..., N}, llavors la família de conjunts es podria expressar de la següent manera:{ A   i : i = 1, 2, ..., N}. Aquest conjunt estaria format, per tant, per tots els subconjunts del conjunt universal que tenen «assignats» tals índexs.